# Безпілотний апарат

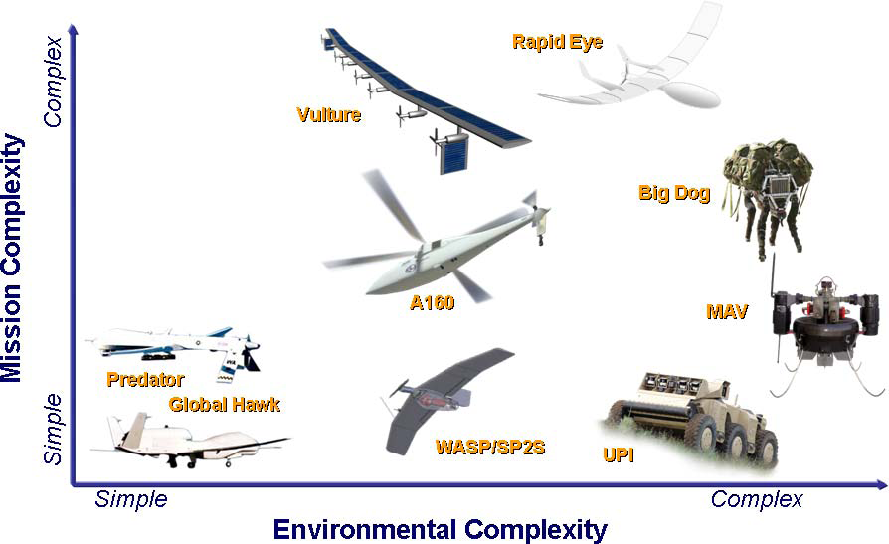
Різноманітні безпілотні апарати

Безпіло́тний апара́т чи дрон (англ. unmanned vehicle чи англ. drone — трутень) — це рухомий апарат, який працює без наявності людини (водія або пілота) на борту. Безпілотні засоби можуть мати дистанційне керування або бути автономними апаратами, які здатні аналізувати зовнішнє оточення за допомогою сенсорів і здійснювати навігацію самостійно.

## Типи
- Безпілотний наземний транспортний засіб (англ. UGV - unmanned ground vehicle), наприклад, безпілотний автомобіль.
- Безпілотний літальний апарат (БПЛА або англ. UAV - unmanned aerial vehicle), непілотований літальний апарат, який також часто називають «дроном».
  - Безпілотний бойовий літальний апарат.
- Безпілотний надводний апарат (англ. USV - unmanned surface vehicle), який рухається по поверхні води (кораблі, катери).
- Автономний підводний апарат (АПА або англ. AUV - autonomous underwater vehicle або англ. UUV — unmanned undersea vehicl) — автономний апарат підводного плавання.
- Безпілотні космічні апарати, які включають в себе як апарати з дистанційним керуванням і автономні («роботизовані космічні апарати» або «космічні зонди»).